# Korfbal 1996-1997
Korfbalseizoen 1996-1997 is een korfbalseizoen van het KNKV.

## Veldcompetitie KNKV
In seizoen 1996-1997 was de hoogste Nederlandse veldkorfbalcompetitie in de KNKV de Hoofdklasse; 2 poules met elk 8 teams. Het kampioenschap is voor de winnaar van de kampioenswedstrijd, waarin de kampioen van de Hoofdklasse A tegen de kampioen van de Hoofdklasse B speelt.
 Hoofdklasse A
| pos | club          | gs | w  | g | v  | pnt | dv  | dt  | dt  |
| --- | ------------- | -- | -- | - | -- | --- | --- | --- | --- |
| 1.  | Oost-Arnhem*  | 15 | 11 | 0 | 4  | 22  | 252 | 220 | +32 |
| 2.  | Die Haghe*    | 15 | 10 | 0 | 5  | 20  | 228 | 199 | +29 |
| 3.  | Deetos        | 14 | 9  | 1 | 4  | 19  | 212 | 192 | +20 |
| 4.  | DOS'46        | 14 | 8  | 0 | 6  | 16  | 245 | 232 | +13 |
| 5.  | PKC           | 14 | 5  | 0 | 9  | 10  | 211 | 219 | -8  |
| 6.  | KVS           | 14 | 5  | 0 | 9  | 10  | 205 | 230 | -25 |
| 7.  | Blauw-Wit (H) | 14 | 4  | 1 | 9  | 9   | 186 | 222 | -36 |
| 8.  | Dalto         | 14 | 4  | 0 | 10 | 8   | 209 | 234 | -25 |

- = na de reguliere competitie hadden zowel Oost-Arnhem als Die Haghe 20 punten. Om te bepalen welke ploeg 1e zou worden en zich dus zou plaatsen voor de veldfinale moest er een beslissingsduel worden gespeeld. Deze werd gewonnen door Oost-Arnhem met 16-15

Hoofdklasse B
| pos | club          | gs | w  | g | v  | pnt | dv  | dt  | dt  |
| --- | ------------- | -- | -- | - | -- | --- | --- | --- | --- |
| 1.  | Nic.          | 14 | 10 | 2 | 2  | 22  | 267 | 202 | +65 |
| 2.  | ROHDA         | 14 | 9  | 0 | 5  | 18  | 214 | 196 | +18 |
| 3.  | AKC           | 14 | 9  | 0 | 5  | 18  | 235 | 220 | +15 |
| 4.  | AKC Blauw-Wit | 14 | 8  | 0 | 6  | 16  | 245 | 239 | +6  |
| 5.  | DKOD          | 14 | 6  | 1 | 7  | 13  | 218 | 220 | -2  |
| 6.  | Groen Geel    | 14 | 5  | 0 | 9  | 10  | 225 | 246 | -21 |
| 7.  | VADA'25       | 14 | 3  | 2 | 9  | 8   | 198 | 231 | -33 |
| 8.  | Drachten      | 14 | 3  | 1 | 10 | 7   | 200 | 248 | -48 |

| Hoofdklasse Finale |             |    |
|                    |             |    |
| A1                 | Oost-Arnhem | 27 |
| B1                 | Nic.        | 21 |

| Veldkampioen van Nederland 1997 |
| ------------------------------- |
| Oost-Arnhem                     |

## Zaalcompetitie KNKV
In seizoen 1996-1997 was de hoogste Nederlandse zaalkorfbalcompetitie in de KNKV de Hoofdklasse; 2 poules met elk 8 teams. Het kampioenschap is voor de winnaar van de kampioenswedstrijd, waarin de kampioen van de Hoofdklasse A tegen de kampioen van de Hoofdklasse B speelt.

 Hoofdklasse A
| pos | club        | gs | w  | g | v  | pnt | dv  | dt  | dt   |
| --- | ----------- | -- | -- | - | -- | --- | --- | --- | ---- |
| 1.  | PKC         | 14 | 10 | 2 | 2  | 22  | 298 | 242 | +56  |
| 2.  | Die Haghe   | 14 | 10 | 1 | 3  | 21  | 317 | 250 | +67  |
| 3.  | Oost-Arnhem | 14 | 8  | 2 | 4  | 18  | 297 | 270 | +27  |
| 4.  | DKOD        | 14 | 8  | 0 | 6  | 16  | 280 | 257 | +23  |
| 5.  | Groen Geel  | 14 | 6  | 0 | 8  | 12  | 291 | 286 | +5   |
| 6.  | SCO         | 14 | 5  | 1 | 8  | 11  | 261 | 313 | -48  |
| 7.  | ROHDA       | 14 | 5  | 0 | 9  | 10  | 266 | 291 | -25  |
| 8.  | Ready       | 14 | 1  | 0 | 12 | 2   | 228 | 329 | -101 |

Hoofdklasse B
| pos | club           | gs | w  | g | v  | pnt | dv  | dt  | dt  |
| --- | -------------- | -- | -- | - | -- | --- | --- | --- | --- |
| 1.  | Deetos*        | 15 | 12 | 1 | 2  | 25  | 362 | 273 | +89 |
| 2.  | AKC Blauw-Wit* | 15 | 11 | 1 | 3  | 23  | 353 | 322 | +31 |
| 3.  | DOS'46         | 14 | 8  | 1 | 5  | 17  | 309 | 290 | +19 |
| 4.  | Nic.           | 14 | 7  | 2 | 5  | 16  | 319 | 324 | -5  |
| 5.  | AKC            | 14 | 6  | 2 | 6  | 14  | 295 | 285 | +10 |
| 6.  | Oranje Wit     | 14 | 4  | 1 | 9  | 9   | 274 | 317 | -43 |
| 7.  | VADA'25        | 14 | 3  | 0 | 11 | 6   | 291 | 334 | -43 |
| 8.  | Fortuna        | 14 | 1  | 2 | 11 | 4   | 276 | 334 | -58 |

- = na de reguliere competitie hadden zowel Deetos als Blauw-Wit 23 punten. Om te bepalen welke ploeg 1e zou worden en zich dus zou plaatsen voor de zaalfinale moest er een beslissingsduel worden gespeeld. Deze werd gewonnen door Deetos met 25-21

### Topscoorders van de zaalcompetitie
| Naam         | Club          | Goals |
| ------------ | ------------- | ----- |
| Erwin Dik    | AKC Blauw-Wit | 99    |
| Wendy Giezen | Ready         | 62    |

| Hoofdklasse Finale |        |    |
|                    |        |    |
| A1                 | PKC    | 19 |
| B1                 | Deetos | 13 |

| Zaalkampioen van Nederland 1997 |
| ------------------------------- |
| PKC                             |

## Prijzen
| Award                        | Winnaar          | Club         |
| ---------------------------- | ---------------- | ------------ |
| Beste Speler                 | Dennis Voshart   | Deetos       |
| Beste Speelster              | Jonni Abbenhuis  | KV Die Haghe |
| Coach van het Jaar           | Freek Keizer     | KV Die Haghe |
| Beste Debutant van het Jaar  | Kees Slingerland | KV Die Haghe |
| Beste Debutante van het Jaar | Wendy Giezen     | Ready        |